# Simon Ulrich Pistoris

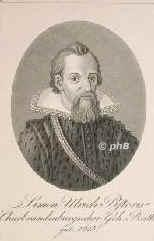
Simon Ulrich Pistoris

Simon Ulrich Pistoris von Seußlitz und Hirschstein (* 3. Dezember 1570 in Leipzig; † 24. Juni 1615 in Berlin) war ein deutscher Rechtswissenschaftler und lateinischer Dichter.

## Leben und Wirken
Bereits früh erkannte sein Vater Hartmann Pistoris die juristische Neigung von Simon Ulrich und schickte ihn 1583 zunächst für drei Jahre auf die Fürstenschule nach Meißen. Anschließend studierte Simon Ulrich an der Universität Wittenberg bei Petrus Wesenbeck und  Matthias Colerus Rechtswissenschaften und  belegte zusätzlich  auch Seminare in Philosophie und Theologie. Auf Anraten seines Vaters verbrachte er anschließend noch einige Studienjahre in Italien und Frankreich. Nach seiner Rückkehr nach Leipzig promovierte er zum Doktor beider Rechte (weltliches und kirchliches Recht).
Ebenfalls durch Vermittlung seines Vaters, der zwecks verschiedener Gutachten bei Kurfürst Joachim Friedrich von Brandenburg in Berlin verweilte, wurde Simon Ulrich von ebendiesem Kurfürsten in den Hofrat bestellt und zum Geheimen Rat und Diplomaten befördert. In dieser Funktion blieb er dem Kurfürsten bis zu seinem krankheitsbedingten vorzeitigen Ausscheiden  erhalten. Im Auftrag des Kurfürsten war er oftmals Delegierter beim kaiserlichen Wahltag und zu verschiedenen Reichs- und Fürstentagen des Herzogtums Preußen.
Obwohl hauptamtlich Jurist und Politiker folgte er weiterhin seinen theologischen Neigungen und mischte sich vehement bei den verschiedensten Religionsstreitigkeiten, vor allem zwischen Lutheranern und Reformierten, ein. Mittlerweile selbst der reformierten Kirche angehörend, war er angesehenes Mitglied der Berliner Gemeinde, die im Jahre 1613 durch den Übertritt des Kurfürsten Johann Sigismund von Brandenburg, bei der Pistoris als Urkundsperson der Zeremonie beiwohnte, besonderen Aufschwung erhielt. Dies führte im weiteren Verlauf zu heftigen Fehden und persönlichen Angriffen auch auf Pistoris, die erst nach seinem Tod allmählich ein Ende nahmen. In dieser Zeit entstanden von ihm mehrere theologische Schriften vor allem über die Abendmahlslehre aber auch die deutsche Erläuterung zu den Psalmen Davids mit einem lateinischen Kommentar seines Vaters.
Als juristischer Schriftsteller war er zusätzlich zur Erstellung seiner eigenen Schriften bemüht, die Werke seines Vaters zu ordnen, zu aktualisieren und zu ergänzen sowie in Druck zu geben. Darüber hinaus blieb ihm noch die Zeit, einige lateinische Gedichte zu verfassen, die zu damaliger Zeit eine besondere Wertachtung erhielten und die von seinem Freund Jan Gruter veröffentlicht worden sind.
Simon Ulrich Pistoris blieb unverheiratet und kinderlos und starb nach 15-jährigen  Kollegialdiensten mit erst 45 Jahren an einer langwierigen schweren Krankheit. Er wurde in der Familiengruft auf dem  Stammsitz Schloss Seußlitz begraben und mit einem monumentalen Epitaph gewürdigt.

## Werke (Auswahl)
- Zwölf vornehme wolgegründte Hauptursachen, warumb die reformirte evangelische Kirchen mit Doct. Luthers und seiner Nachfolger Außlegung der Wort Christi im heyl. Abendmahl, dadurch eine wesentliche doch unreumbliche, unempfindliche Gegenwart des Leibes und Bluts Christi allhie auf Erden in, mit und under dem Brot auch eine mündliche Niessung desselben eingefuhrt wird, nicht eins sein werden : von einer vornehmen Standts Personen auß heyl. göttlicher Schrift, gemeinen Consens und Zeugnissen der Altvätter unlängst getrewlich zusamengetragen ... – Düsseldorf : Buys, 1613. Digitalisierte Ausgabe der Universitäts- und Landesbibliothek Düsseldorf